# 12 novembre 1952
Le mercredi 12 novembre 1952 est le 317e jour de l'année 1952.

## Naissances
- Aaron Lipstadt, réalisateur américain
- Ernie Fletcher, politicien américain
- Françoise Benhamou, économiste française
- Gene Haas, personnalité américaine du sport automobile
- George Hargreaves, paysagiste américain
- Ján Kubiš, diplomate et homme politique slovaque
- Juan Arbós, joueur de hockey sur gazon espagnol
- Laurence Juber, guitariste britannique
- Mary Honeyball, femme politique britannique
- Max Grodénchik, acteur américain
- Pierre Whalon, évêque anglican
- Serge Baroteaux, sculpteur français
- Steve Bartkowski, joueur de football américain
- Stuart Lane, joueur de rugby
- Vyacheslav Zaytsev, joueur soviétique puis russe de volley-ball

## Décès
- Yrjö Lindegren (né le 13 août 1900), architecte finnois

## Événements
- La configuration finale du dirigeable américain non rigide ZP3K (rebaptisé par la suite ZSG-3) est testée en vol et acceptée à NAS Lakehurst.
- Premier vol du bombardier lourd soviétique Tupolev Tu-95 Bear.